# Cinopterins
Els cinopterins (Cynopterinae) són una subfamília de ratpenats de la família dels pteropòdids. Es compon de vint-i-quatre espècies repartides en catorze gèneres. Tots els ratpenats cinopterins viuen al sud o el sud-est asiàtic.

## Taxonomia
| - Aethalops - Alionycteris - Balionycteris - Chironax | - Cynopterus - Dyacopterus - Haplonycteris - Latidens - Megaerops | - Otopteropus - Penthetor - Ptenochirus - Sphaerias - Thoopterus |